# Sylvie Thomé
Sylvie Thomé – francuska zapaśniczka walcząca w stylu wolnym. Brązowa medalistka mistrzostw świata w 1991; czwarta w 1990. Wicemistrzyni Europy w 1993. Pierwsza na mistrzostwach Francji w 1990, 1991 i 1993; druga w 1992 roku.